# Deropeltis robustula
Deropeltis robustula es una especie de cucaracha del género Deropeltis, familia Blattidae.

## Distribución
Esta especie se encuentra en Senegal, Guinea, Costa de Marfil, Malí, Benín, Camerún y Chad.